# Sénateurs désignés par le Parlement de Galice
Les sénateurs désignés par le Parlement de Galice représentent la communauté autonome de Galice au Sénat espagnol.

## Normes et désignation
La faculté pour chaque communauté autonome de désigner un ou plusieurs sénateurs au Sénat, conçu comme une chambre de représentation territoriale, est énoncée à l'article 69, alinéa 5, de la Constitution espagnole de 1978. La désignation est régie par l'article 10 du statut d'autonomie de la Galice ainsi que par le règlement du Parlement,.
Tout citoyen jouissant de ses droits civils et politiques peut être désigné sénateur. Après la tenue des élections sénatoriales, le bureau du Parlement assigne à chaque groupe parlementaire le nombre de sénateurs à désigner qui lui correspond en fonction de son importance numérique. Le président du Parlement fixe alors un délai au cours duquel les groupes sont chargés de proposer leurs candidats. Une fois les candidatures proposées, une session plénière est convoquée afin de ratifier les candidatures. En cas de vacance, le groupe dont est issu le sénateur démissionnaire est chargé de proposer un nouveau candidat.
Le mandat des sénateurs désignés prend fin avec la dissolution du Sénat.

## Synthèse
| UCD   |       | 1 |   |   |   |   |   |   |   |   |   |   |   |   |   |  |  |  |  |
| AP    |       | 1 | 2 |   |   |   |   |   |   |   |   |   |   |   |   |  |  |  |  |
| PSOE  |       | 1 | 1 | 1 | 1 | 1 |   |   | 1 | 1 | 1 | 1 |   | 1 |   |  |  |  |  |
| PP    |       |   |   | 2 | 2 | 2 | 2 | 2 | 1 | 2 | 2 | 2 | 2 | 2 | 2 |  |  |  |  |
| BNG   |       |   |   |   |   |   | 1 | 1 | 1 |   |   |   |   |   | 1 |  |  |  |  |
| EM    |       |   |   |   |   |   |   |   |   |   |   |   | 1 |   |   |  |  |  |  |
|       |       |   |   |   |   |   |   |   |   |   |   |   |   |   |   |  |  |  |  |
| Total | Total | 3 | 3 | 3 | 3 | 3 | 3 | 3 | 3 | 3 | 3 | 3 | 3 | 3 | 3 |  |  |  |  |

## Législatures

### Ire
| Parti | Parti | Sénateurs désignés            | Voix |
| ----- | ----- | ----------------------------- | ---- |
| AP    |       | María del Carmen Lovelle Alen | 46   |
| UCD   |       | Senén Bernárdez Álvarez       | 46   |
| PSOE  |       | Celso Montero Rodríguez       | 46   |

- Désignation : 30 novembre 1982.

### IIe
| Parti | Parti | Sénateurs désignés       | Voix |
| ----- | ----- | ------------------------ | ---- |
| AP    |       | María Jesús Sáinz García | 48   |
| AP    |       | Manuel Iglesias Corral   | 48   |
| PSOE  |       | Fernando González Laxe   | 48   |

- Désignation : 23 septembre 1986.

### IIIe
| Parti | Parti | Sénateurs désignés          | Voix |
| ----- | ----- | --------------------------- | ---- |
| PP    |       | Tomás Pérez Vidal           | 65   |
| PP    |       | José María Hernández Cochón | 65   |
| PSOE  |       | Fernando González Laxe      | 65   |

- Désignation : 22 février 1990.
- Tomás Pérez (PP) est remplacé en mai 1992 par Luis Antonio Chao Gómez avec 54 voix favorables.

| Parti | Parti | Sénateurs désignés         | Voix |
| ----- | ----- | -------------------------- | ---- |
| PP    |       | María Marta Álvarez Montes | 64   |
| PP    |       | Luis Antonio Chao Gómez    | 64   |
| PSOE  |       | Fernando González Laxe     | 64   |

- Désignation : 22 juin 1993.

### IVe
| Parti | Parti | Sénateurs désignés         | Voix |
| ----- | ----- | -------------------------- | ---- |
| PP    |       | María Marta Álvarez Montes | 61   |
| PP    |       | Luis Antonio Chao Gómez    | 61   |
| PSOE  |       | Fernando González Laxe     | 61   |

- Désignation : 12 mars 1996.
- Marta Álvarez (PP) et Luis Antonio Chao (PP) sont remplacés en décembre 1997 par Victorino Núñez Rodríguez et Víctor Manuel Vázquez Portomeñe avec 40 voix favorables.

### Ve
| Parti | Parti | Sénateurs désignés            | Voix |
| ----- | ----- | ----------------------------- | ---- |
| PP    |       | Juan Manuel Corral Pérez      | 53   |
| PP    |       | Victorino Núñez Rodríguez     | 53   |
| BNG   |       | Anxo Manuel Quintana González | 53   |

- Désignation : 28 mars 2000.

### VIe
| Parti | Parti | Sénateurs désignés            | Voix |
| ----- | ----- | ----------------------------- | ---- |
| PP    |       | Manuel Jaime Cabezas Enríquez | 68   |
| PP    |       | María Corina Porro Martínez   | 68   |
| BNG   |       | Anxo Manuel Quintana González | 68   |

- Désignation : 30 mars 2004.
- Anxo Quintana (BNG) est remplacé en octobre 2005 par Francisco Xesús Jorquera Caselas avec 73 voix favorables.
- Corina Porro (PP) est remplacée en février 2006 par Manuel Fraga Iribarne avec 74 voix favorables.

### VIIe
| Parti | Parti | Sénateurs désignés             | Voix |
| ----- | ----- | ------------------------------ | ---- |
| PP    |       | Manuel Fraga Iribarne          | 38   |
| PSOE  |       | Francisco Xavier Carro Garrote | 38   |
| BNG   |       | José Manuel Pérez Bouza        | 38   |

- Désignation : 25 mars 2008.
- Francisco Carro (PSOE) est remplacé en septembre 2009 par Pablo García García avec 72 voix favorables.

### VIIIe
| Parti | Parti | Sénateurs désignés         | Voix |
| ----- | ----- | -------------------------- | ---- |
| PP    |       | José Manuel Romay Beccaría | 61   |
| PP    |       | Juan Manuel Jiménez Morán  | 61   |
| PSOE  |       | Pablo García García        | 61   |

- Désignation : 29 novembre 2011.
- José Manuel Romay (PP) est remplacé en juin 2012 par Enrique César López Veiga avec 37 voix favorables.
- Pablo García (PSOE) est remplacé en juin 2013 par Paula María Fernández Pena avec 57 voix favorables.

### IXe
| Parti | Parti | Sénateurs désignés              | Voix |
| ----- | ----- | ------------------------------- | ---- |
| PP    |       | Fernando Carlos Rodríguez Pérez | 38   |
| PP    |       | Juan Manuel Jiménez Morán       | 38   |
| PSOE  |       | Modesto Pose Mesura             | 12   |

- Désignation : 23 décembre 2015.

| Parti | Parti | Sénateurs désignés              | Voix |
| ----- | ----- | ------------------------------- | ---- |
| PP    |       | Fernando Carlos Rodríguez Pérez | 40   |
| PP    |       | Juan Manuel Jiménez Morán       | 40   |
| PSOE  |       | Modesto Pose Mesura             | 12   |

- Désignation : 12 juillet 2016.

### Xe
| Parti | Parti | Sénateurs désignés       | Voix |
| ----- | ----- | ------------------------ | ---- |
| PP    |       | Elena Muñoz Fonteriz     | 62   |
| PP    |       | Jesús Vázquez Abad       | 62   |
| EM    |       | José Manuel Sande García | 62   |

- Désignation : 25 juin 2019.

| Parti | Parti | Sénateurs désignés         | Voix |
| ----- | ----- | -------------------------- | ---- |
| PP    |       | Elena Muñoz Fonteriz       | 51   |
| PP    |       | Jesús Vázquez Abad         | 51   |
| PSOE  |       | Xoaquín Fernández Leiceaga | 59   |

- Désignation : 19 novembre 2019.
- Jesús Vázquez (PP) est remplacé en octobre 2021 par Juan Carlos Serrano López.
- Elena Muñoz (PP) et Juan Carlos Serrano (PP) sont remplacés par Alberto Núñez Feijóo et Miguel Ángel Tellado Filgueira en mai 2022 avec 41 voix favorables.

### XIe
| Parti | Parti | Sénateurs désignés          | Voix |
| ----- | ----- | --------------------------- | ---- |
| PP    |       | José Manuel Baltar Blanco   | 42   |
| PP    |       | José Manuel Rey Varela      | 42   |
| BNG   |       | María Carme da Silva Méndez | 30   |

- Désignation : 28 juillet 2023.